# Józef-Mehoffer-Haus

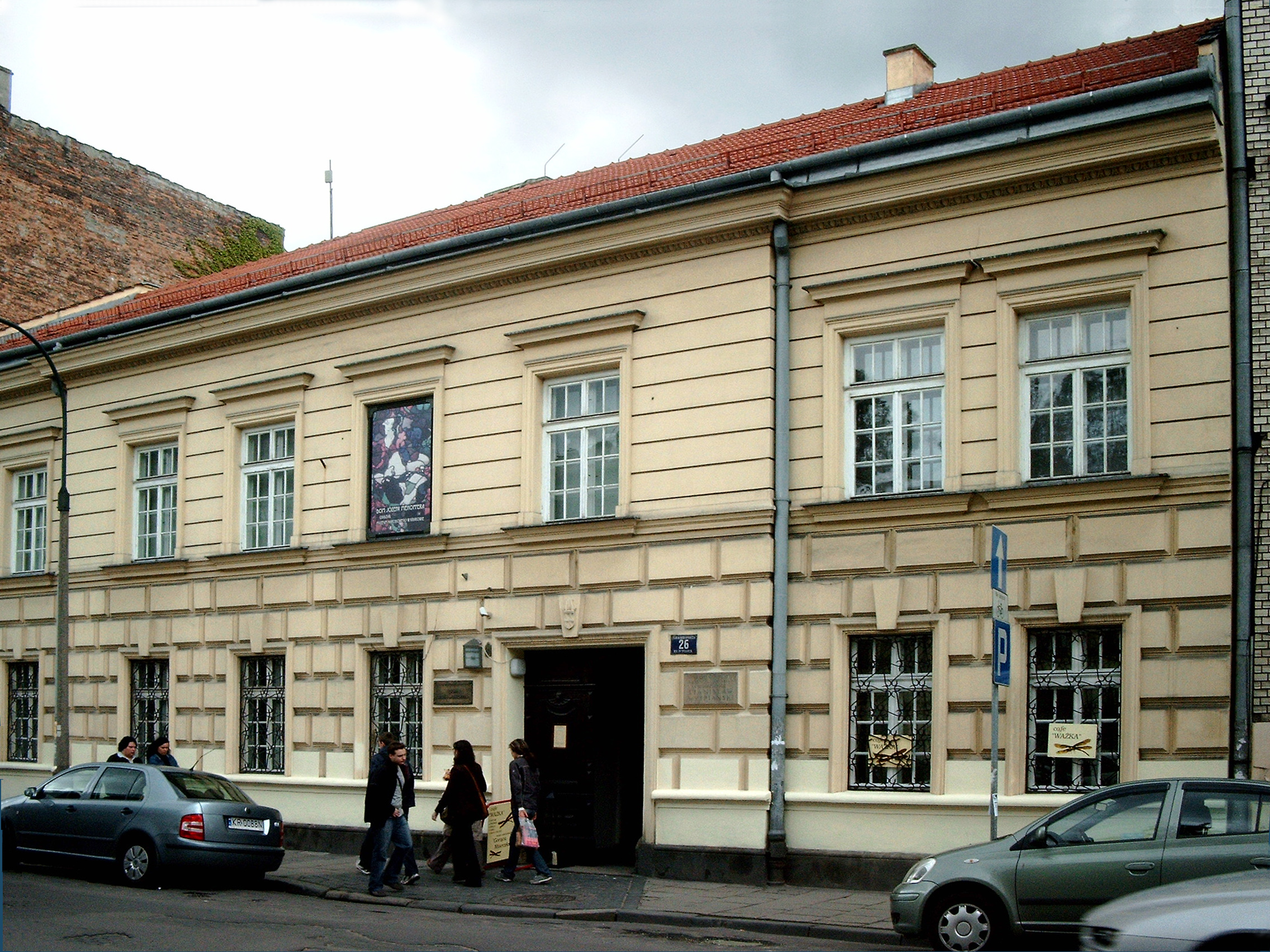
Józef-Mehoffer-Haus

Das Józef-Mehoffer-Haus (polnisch: Dom Józefa Mehoffera) in der Ulica Krupnicza 26 in Krakau ist eine Zweigstelle des Krakauer Nationalmuseums. Es ist dem Maler Józef Mehoffer (1869–1946) gewidmet, der es 1932 erworben hatte.
In dem Haus wurde 1869 auch Stanisław Wyspiański geboren. Die Familie Mehoffer bewohnte das Haus auch in der Nachkriegszeit. Mehoffers Sohn Zbigniew schlug vor, das Haus in ein Mehoffer-Museum umgestalten. 1979 wurden die Bauarbeiten begonnen und 1986 beendet. Zbigniew Mehoffer starb 1985, sein Sohn Ryszard führte das Projekt weiter. Die Familie Mehoffer übergab das Gebäude dem Krakauer Nationalmuseum. 1987 wurde das Haus mit Möbeln und Kunstgegenständen ausgestattet. Das Museum erhielt als Dauerleihgabe Skulpturen, Kirchenfenster, 120 Ölgemälde und Zeichnungen, Entwürfe von Wandmalereien, sowie eine Sammlung japanischer Holzschnitte.
Das Museum umfasst 16 Räume mit einer Ausstellungsfläche von 400 m².